# Eupithecia fulgurata
Eupithecia fulgurata là một loài bướm đêm trong họ Geometridae.